# Bautzener Wenzelsmarkt

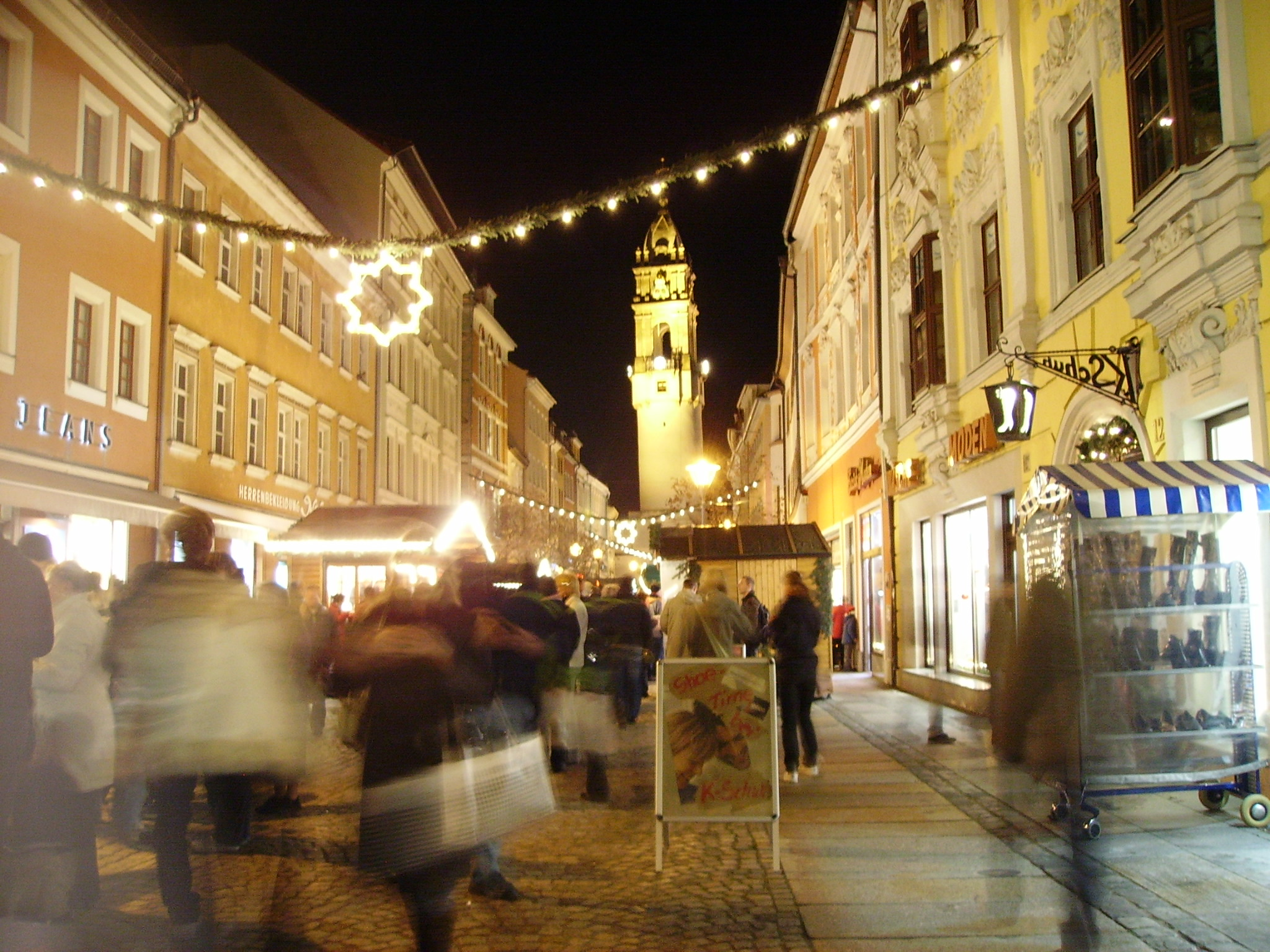
Blick über die Reichenstraße

Der heute als Bautzener Wenzelsmarkt, obersorbisch Budyske Wjacławske wiki, bekannte Bautzener Weihnachtsmarkt (Budyske hodowne wiki) in der Oberlausitz ist nach dem Rekord-Institut für Deutschland (RID) der „älteste in einer Chronik erwähnte Weihnachtsmarkt Deutschlands“.
Die Tradition des Bautzener Weihnachtsmarktes lässt sich bis zum Jahr 1384 zurückverfolgen, als König Wenzel der Stadt das Recht zur Abhaltung eines freien Fleischmarktes in der Vorweihnachtszeit verlieh. Die Fleischer waren in Bautzen eine der mächtigsten Zünfte, deren Status nach den niedergeschlagenen Handwerkeraufständen 1400 und 1408 in Bautzen, an denen sie sich nicht beteiligten, sogar noch zunahm. 1505 wurde in Verordnungen sogar festgeschrieben, dass kein anderer Ort in der Oberlausitz einen derartigen Markt abhalten durfte. Im Laufe der Zeit gesellten sich zu den Erzeugnissen der Fleischer immer mehr Produkte des täglichen Bedarfs und so entwickelte sich daraus ein klassischer Weihnachtsmarkt.
Händler und Gastronomen präsentieren auf dem Weihnachtsmarkt ihre Waren. Dort finden auch kulturelle Veranstaltungen wie der Anschnitt des mehrere Meter langen Stollens, Bläserkonzerte und Liedersingen statt.
Die heutige Bezeichnung trägt der Wenzelsmarkt seit 2009, nachdem sich bei einer Befragung 62 Prozent der dort vertretenen Händler für diesen Namen aussprachen. 2022 erlebt der Wenzelsmarkt nach offizieller Zählung die 639. Auflage. Der Weihnachtsmarkt wird auf dem Kornmarkt am Reichenturm, der Reichenstraße und dem Hauptmarkt durchgeführt. 2020 und 2021 wurde der Markt wie viele andere öffentliche Veranstaltungen aufgrund der Covid-19-Pandemie abgesagt.